# Vachellia
Vachellia és un gènere de plantes amb flors dins la família Fabaceae. Pertany a la subfamília Mimosoideae. Les seves espècies es consideraven membres del gènere Acacia fins al 2005. Consta d'unes 163 espècies i és de distribució pantropical.

## Algunes espècies
- Vachellia acuifera (Benth.) Seigler & Ebinger
- Vachellia anegadensis (Britton) Seigler & Ebinger
- Vachellia baessleria Clarke, Siegler & Ebinger
- Vachellia barahonensis (Urban & Ekman) Seigler & Ebinger
- Vachellia belairoides (Urban) Seigler & Ebinger
- Vachellia bucheri (Marie-Victorín) Seigler & Ebinger
- Vachellia caurina (Barneby & Zanoni) Seigler & Ebinger
- Vachellia cucuyo (Barneby & Zanoni) Seigler & Ebinger
- Vachellia daemon (Ekman & Urban) Seigler & Ebinger
- Vachellia oviedoensis (R. García & M. Mejía) Seigler & Ebinger
- Vachellia roigii (Léon) Seigler & Ebinger
- Vachellia zapatensis (Urban & Ekman) Seigler & Ebinger